# Spätzlehobel

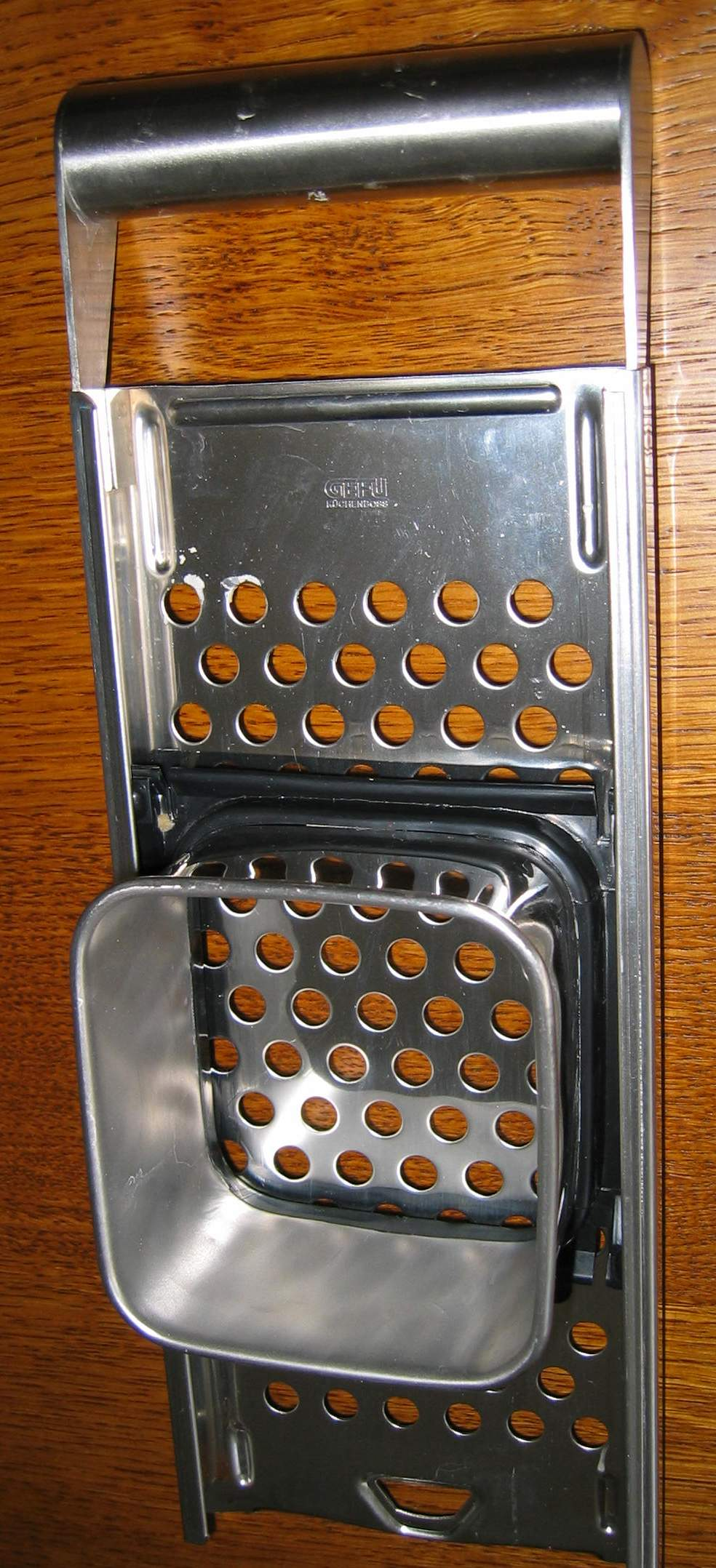
Spätzlehobel

Ein Spätzlehobel ist ein Werkzeug, mit dem Spätzle rationell hergestellt werden.
Er besteht aus zwei Teilen: dem Hobel und einem Trichter. Der Trichter befindet sich in einer Schiene, um eine exakte Führung auf dem Hobel zu gewährleisten. Der Hobel besteht in der Regel aus Edelstahl oder Kunststoff und misst in der Länge rund 30 Zentimeter.
Zur Herstellung der Spätzle wird der Hobel auf den Rand eines Kochtopfes mit kochendem Wasser gelegt und der zähflüssige Teig in den Trichter gefüllt, der durch Hin- und Herschieben des Teigbehälters durch die Löcher des Hobels in den Topf fließt. Die Länge der Spätzle wird durch die Zähflüssigkeit des Teigs und die Geschwindigkeit des Schlittens bestimmt.
Zu unterscheiden sind dabei zwei gängige Varianten:
- Bei einem Hobel zur Erzeugung von kurzen und dicken Knöpfle sind in der Schiene Löcher ausgestanzt.
- Zur Herstellung von langen, den geschabten ähnlichen Spätzle sind die Öffnungen kleiner und es führen kurze Zinken den Teig nach unten.

Denselben Zweck mit annähernd gleicher Methode erreicht die Spätzlereibe, mit einer anderen Methode (Pressen des Teigreservoirs) erfüllt ihn die Spätzlepresse. Als Alternative wird auch das Spätzlesieb verwendet. Auch für Passiergeräte wie die Flotte Lotte sind dafür geeignete Lochscheiben erhältlich.